# عرب الأهواز
عرب الأهواز هم المجتمع العربي في إيران القاطن في محافظة خوزستان في جنوب غرب إيران على الحدود العراقية. تُعرف هذه المنطقة باسم الأهواز من قبل المجتمع العربي وتُعد عاصمة خوزستان. جديرٌ بالذكر هنا أنّ عرب الأهواز هو أكبر مجتمع عربي يقيمون في إيران.

## السكان

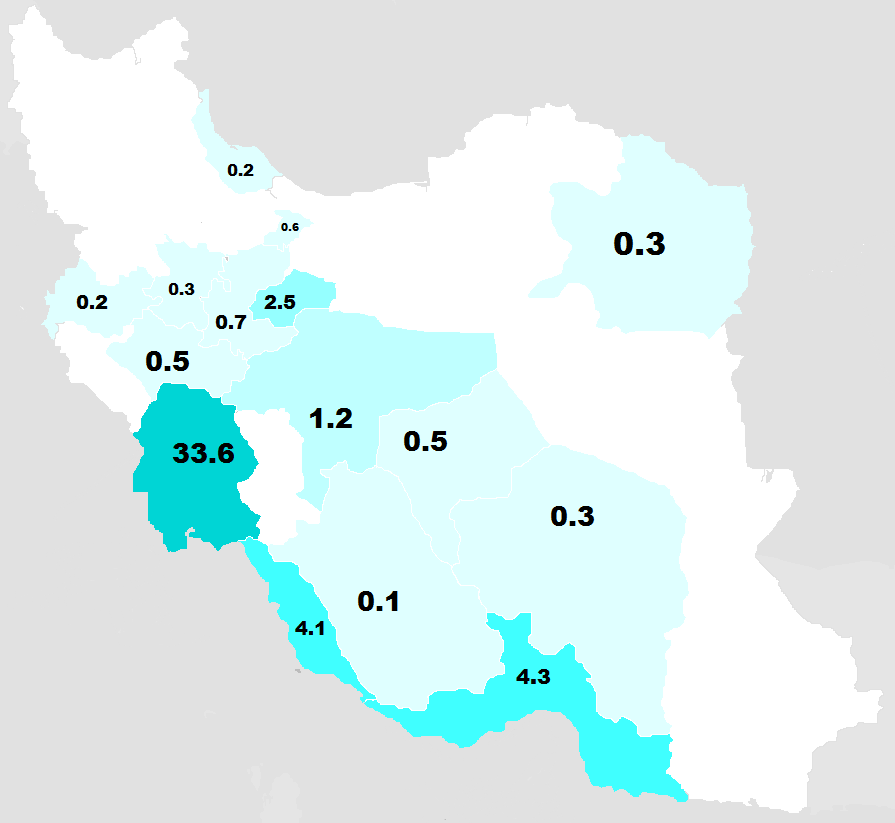
محافظات إيران على أساس السكان العرب وفقًا لدراسة أجريت من قبل وزارة الثقافة عام 2010.

وفقا لمكتبة الكونغرس فإنّ العرب الإيرانيون يشكلون 2% من سكان الجمهورية الإسلامية. غالبيتهم من الشيعة المسلمين؛ في حين أن هناكَ أقلية تتركز في المناطق الساحلية وتتبعُ طائفةَ أهل السنة والجماعة.
يبلغ عدد العرب في محافظة خوزستان أو الأهواز حوالي 5 مليون نسمة حسب منظمة الأمم والشعوب الغير ممثلة ومصادر أخرى

## التمييز
وفقا لمنظمة العفو الدولية فإنّ عرب الأهواز يُعانون منَ التمييز من جانب السلطات الإيرانية على مستوى كل الجوانب بما في ذلك السياسية والعملية والثقافية، في حين ترفضُ إيران مثل هذه الاتهامات وتعتبرها مُبالغة لا غير. في حقيقة الأمر؛ اعتقلت السلطات في الجمهورية الإيرانية عددًا كبيرًا من عرب الأهواز الذين تحولوا إلى الإسلام السني. في هذا الصدد ذكرت صحيفة الغارديان أن التحول من المذهب الشيعي للسني في إيران يُعد جريمة يُعاقب عليها القانون. في الوقت نفسه؛ تنفي جمهورية إيران الإسلامية وجودَ مثل هذه الجرائم/العقوبات في القانون الإيراني.
لقد ارتفعت نسبة تحول المسلمين من المذهب الشيعي نحو السني في إيران لعدّة أسباب بما في ذلك معاداة العرب والحملة التي تشنها السلطات هناك على الهوية العربية في المنطقة. وفقًا للحملة الدولية السنية للسجناء في إيران (ICSPI) فإن الحُكومة الإيرانية تخشى من صعود الإسلام السني بين عرب الأهواز وعرب محافظة خوزستان على حِساب الشيعة. ونتيجة لهذه التحويلات؛ أظهرَ العرب السنة في منطقة الشرق الأوسط وشمال أفريقيا دعمًا للأهواز بشكل متزايد.

## اللغة والثقافة
لغتهم عربية 